# エルスワース空軍基地
エルスワース空軍基地（エルスワースくうぐんきち、英: Ellsworth Air Force Base）は、サウスダコタ州ラピッドシティに位置するアメリカ空軍の基地である。B-1B戦略爆撃機を運用する第28爆撃航空団が所在している。

## 概要
1941年にラピッドシティ陸軍航空基地として開設され、1942年1月からB-17戦略爆撃機部隊が配備された。第二次世界大戦末期には爆撃機の乗員訓練基地となり、第二次世界大戦後は戦闘機や偵察機の乗員も行われた。
アメリカ陸軍からアメリカ空軍が独立後、新しい戦略航空戦力計画「ホブソン・プラン」に基づき、1948年7月1日にB-36Dを運用する第28爆撃航空団が再編成された。1953年2月16日にはエルスワース空軍基地へ名称変更された。1957年6月からB-52C戦略爆撃機が配備され、B-52D、B-52G、B-52Hと更新後、1987年9月25日にB-1B戦略爆撃機が配備された。
1994年4月にはカリフォルニア州キャッスル空軍基地からB-1B戦略爆撃機を運用する第366航空団が移駐、1997年にはアイダホ州マウンテンホーム空軍基地へ移駐した。
2019年3月27日、エルスワース空軍基地がB-21戦略爆撃機の配備基地として選定され、2020年代半ばの配備が予定されている。

## 環境汚染
エルスワース空軍基地は、石油製品、廃溶剤、放射性廃棄物等による土壌や地下水汚染により、1980年8月に軍事スーパーファンド・サイトに登録された。アメリカ空軍はアメリカ合衆国環境保護庁監督下で埋立地、防火訓練区域、工業区域、爆発物処理区域を含む12か所の汚染区域を浄化作業を実施、土壌掘削、地下水汲み上げポンプと処理システムの設置、埋立地の被覆、フェンスおよび標識等の設置が行われた。2007年には地下水汲み上げポンプと処理システムに替わり、現場還元処理が行われ、2016年現在、地下水のモニタリング等がされている。
2014年2月、アメリカ空軍は水成膜泡消火薬剤（Aqueous Film Forming Foam, A-FFF）による有機フッ素化合物（Perfluorinated compound, PFC）汚染の可能性がある地点を12か所発見し、基地全体で300の井戸がサンプリングされた。さらに基地南端のサイトでのA-FFFによる訓練に携わった元消防士らへの現地調査が、2016年8月に終了した。

## 所在部隊
第8空軍隷下
- 第28爆撃航空団（英語版）[3]
  - 第28作戦群（英語版）
    - 第34爆撃飛行隊（英語版） - B-1B
    - 第37爆撃飛行隊（英語版） - B-1B
    - 第28運用支援中隊

  - 第28整備群
    - 第28航空機整備中隊
    - 第28整備運用中隊
    - 第7整備中隊
    - 第7弾薬中隊

  - 第28医療群
    - 第28医療運用中隊
    - 第28医療支援中隊

  - 第28任務支援群
    - 第28施設中隊
    - 第28通信中隊
    - 第28契約中隊
    - 第28福利厚生中隊
    - 第28兵站即応中隊
    - 第28警備中隊

第12空軍隷下
- 第432航空団（英語版）[8]
  - 第432作戦群（英語版）
    - 第89攻撃飛行隊（英語版） - MQ-9A

第2空軍隷下
- 第82訓練航空団（英語版）
  - 第982訓練群
    - 第372訓練中隊第8分遣隊